# Tim Nees
Tim Nees, né le 30 octobre 1971, est un ancien joueur allemand de basket-ball (2,09 m).

## Carrière
- 1990-1992 :  TV Langen
- 1993-1996 :  Steiner Bayreuth
- 1996-1997 :  TSV Bayer 04 Leverkusen
- 1997-1999 :  SSV Ulm
- 1999-2000 :  Benetton Trévise
- 2000-2001 :  Aris Salonique
- 2001-2001 :  Pallacanestro Varese Roosters
- 2001-2002 :  ASVEL (Pro A)
- 2002-2003 :  Chalon-sur-Saône (Pro A)
- 2003-2004 :  EnBW Ludwigsburg

## Palmarès
- Champion de France 2002 avec l'ASVEL
- Coupe d'Italie en 2000 avec Pallacanestro Treviso

## Équipe nationale
- International allemand. Il a participé au Championnat d'Europe 1997 et 1999.